# 1839 en santé et médecine
| Années de la santé et de la médecine : 1836 - 1837 - 1838 - 1839 - 1840 - 1841 - 1842    |
| Décennies de la santé et de la médecine : 1800 - 1810 - 1820 - 1830 - 1840 - 1850 - 1860 |

Cet article présente les faits marquants de l'année 1839 en santé et médecine.

## Naissances
- 5 mai : Émile Javal  (mort en 1907), ophtalmologiste et homme politique français[1].
- 23 juillet : Henri Brocard (mort en 1900), ingénieur et industriel, fabricant de produits d'hygiène et de parfumerie.
- 18 novembre : Georges Dieulafoy (mort en 1911), médecin français, connu pour ses travaux en pathologie digestive et en particulier sur la sémiologie de l’appendicite[2].

## Décès
- 30 décembre : Alexandre-Urbain Yvan (né en 1765), chirurgien français, au service personnel de Napoléon Bonaparte[3].